# Church Crookham
Church Crookham est un grand village de banlieue et une paroisse civile contiguë à la ville de Fleet, dans le nord-est du Hampshire, en Angleterre, située à 39 milles (62,8 km)   sud-ouest de Londres. C'tétait autrefois un village séparé qui est maintenant généralement considéré comme une banlieue sud de Fleet. La zone comprend l'un des 18 cantons du district de Hart, en plus de parties de deux autres. Le sud-ouest du village comprend le lotissement Zebon Copse construit à la fin des années 1980. 

## Histoire
Crookham (anciennement Crokeham) remonte au moins aussi loin que le Domesday Book, bien que Church Crookham et Crookham Village ne soient devenus des entités distinctes qu'à la fondation de la Christ Church en 1840. C'est cette église qui a donné son nom compte à Crookham. 
La région comptait peu d'habitants à cette époque, l'édition de 1831 du "Dictionnaire topographique d'Angleterre" de Samuel Lewis affirmant que Crookham comptait 623 habitants et ne mentionnant même pas Fleet, beaucoup plus petite (à l'époque). 

### La seconde Guerre mondiale

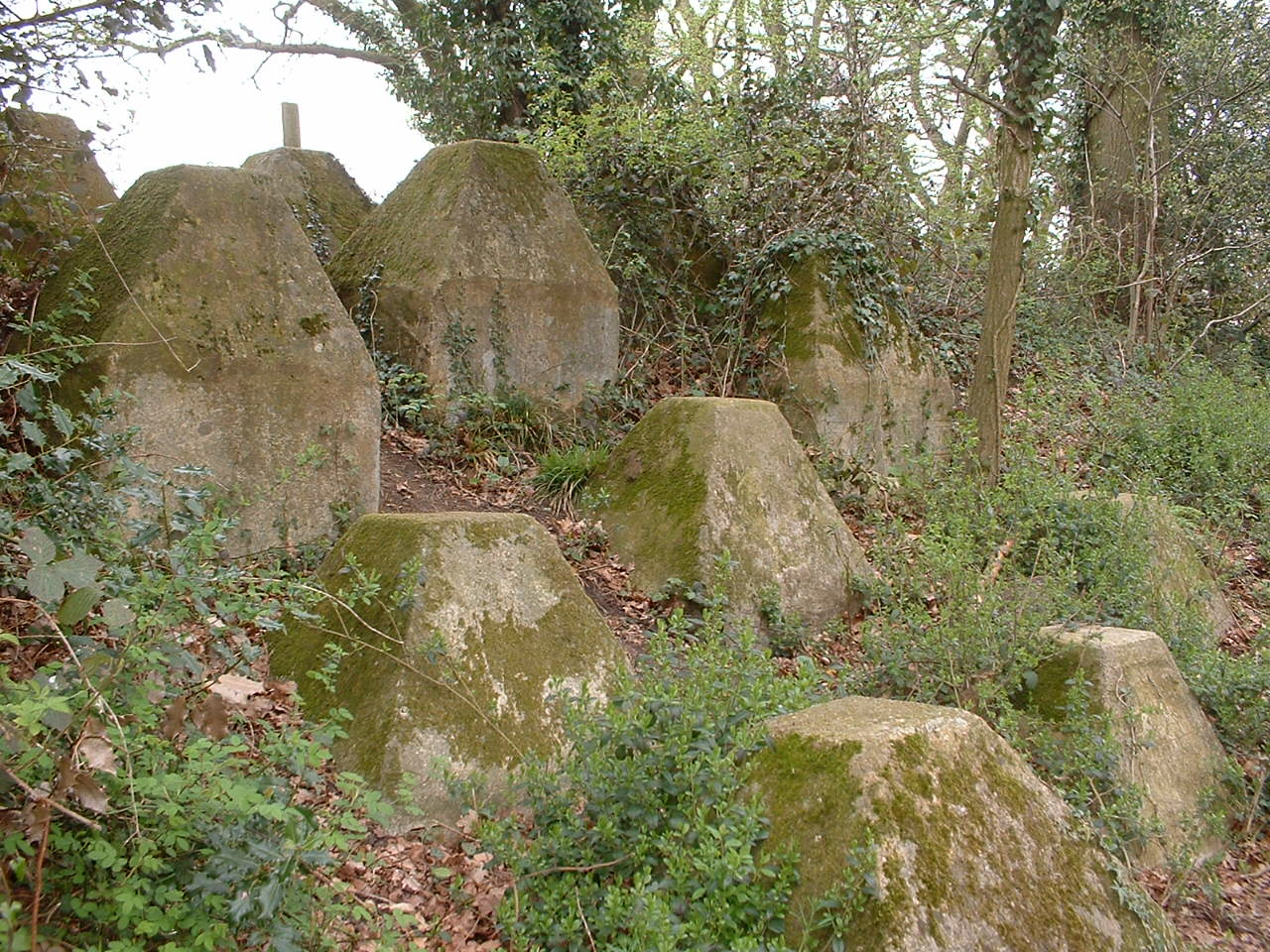
Dents de dragons à Crookham Wharf sur le canal de Basingstoke.

Church Crookham se trouve sur la ligne GHQ, la plus importante d'un certain nombre de lignes de défenses fortifiées construites dans le cadre des préparatifs britanniques anti-invasion de la Seconde Guerre mondiale. Elle est aussi dans l'un des secteurs les plus densément fortifiées de cette ligne,.